# 海西郡 (岐阜県)
- 令制国一覧 > 東山道 > 美濃国 > 海西郡
- 日本 > 中部地方 > 岐阜県 > 海西郡

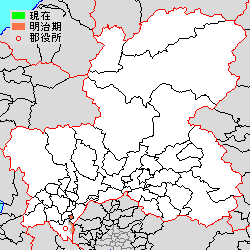
岐阜県海西郡の位置

海西郡（かいさいぐん）は、岐阜県（美濃国）にあった郡。

## 郡域
1879年（明治12年）に行政区画として発足した当時の郡域は、海津市の一部（平田町岡、平田町者結、平田町蛇池、海津町松木、海津町鹿野、海津町草場、海津町駒ヶ江、海津町立野、海津町長久保、海津町石亀、海津町森下以東）にあたる。

## 歴史
古くは尾張国海部郡の郡域内であったが、平安時代後期に海東郡と海西郡に分割され、当地は海西郡となった。その後、1586年（天正14年）の木曽川の大洪水により、美濃国との境に流れていた木曽川が郡内のほぼ中央を流れるようになったため、豊臣秀吉の命により、1589年（天正17年）に新しい木曽川が尾張国と美濃国の境となり海西郡は2国にまたがる郡となった。これに伴い当地は美濃国海西郡となった。

### 近世以降の沿革
- 「旧高旧領取調帳」に記載されている明治初年時点での支配は以下の通り。幕府領は美濃郡代が管轄。（26村）

| 知行   | 知行       | 村数 | 村名 |
| ------ | ---------- | ---- | --- |
| 幕府領 | 美濃郡代   | 11村 | 成戸村、瀬古村、石亀村、古中島村、外浜村、日原村、森下村、野市場村、幡長村、岡村、野寺村                                       |
| 藩領   | 美濃高須藩 | 14村 | 鹿野村、鹿野一色村、松木村、神桐村、福一色村、草場村、秋江村、大和田村、須脇村、駒ヶ江村、長瀬村、立野村、長久保村、小草場新田 |
| 旗本領 | 日比野左京 | 1村  | 者結村 |

- 慶応4年
  - 4月15日（1868年5月7日） - 幕府領・旗本領が笠松裁判所の管轄となる。
  - 閏4月25日（1868年6月15日） - 笠松裁判所の管轄地域が笠松県の管轄となる。
- 明治3年12月23日（1871年2月12日） - 高須藩が廃藩。領地は名古屋藩領となる。
- 明治4年
  - 7月14日（1871年8月29日） - 廃藩置県により、藩領が名古屋県となる。
  - 11月22日（1872年1月2日） - 第1次府県統合により、全域が岐阜県の管轄となる。
- 明治8年（1875年）1月[2]（24村）
  - 須脇村が安八郡大尻村・車戸村と合併して安八郡三郷村となる。
  - 野市場村が安八郡脇田村と合併して安八郡蛇池村となる。
- 明治12年（1879年）2月18日 - 郡区町村編制法の岐阜県での施行により、行政区画としての海西郡が発足。「海西下石津郡役所」が下石津郡高須村に設置され、下石津郡とともに管轄。
- 明治20年（1887年）7月12日 - 愛知県海西郡松山中島村の所属郡が本郡に変更。（25村）
- 明治22年（1889年）7月1日 - 町村制の施行により、野寺村、幡長村、岡村、者結村、勝賀村、蛇池村、松木村、瀬古村、神桐村、鹿野村、成戸村、福一色村、大和田村、秋江村、草場村、駒ヶ江村、松山中島村、日原村、長瀬村、立野村、長久保村、外浜村、森下村、石亀村が発足。それにともない以下の変更が行われる。（24村）
  - 古中島村の所属郡が下石津郡に変更。
  - 幡長村が中島郡大須村の一部（字寺島[3]）を合併。
  - 鹿野一色村が鹿野村に、小草場新田が草場村にそれぞれ合併。
  - 安八郡勝賀村・蛇池村の所属郡が本郡に変更。
- 明治30年（1897年）4月1日 - 郡制の施行のため、「海西下石津郡役所」の管轄区域および安八郡の一部の区域をもって海津郡が発足。同日海西郡廃止。

## 行政
海西・下石津郡長
| 代 | 氏名 | 就任年月日                | 退任年月日                | 備考                                               |
| -- | ---- | ------------------------- | ------------------------- | -------------------------------------------------- |
| 1  |      | 明治12年（1879年）2月18日 |                           |                                                    |
|    |      |                           | 明治30年（1897年）3月31日 | 下石津郡および安八郡の一部との合併により海西郡廃止 |